# Station Wiesiółka
Station Wiesiółka is een spoorwegstation in de Poolse plaats Wiesiółka.